# (34887) 2001 VJ14
2001 VJ14 (asteroide 34887) é um asteroide da cintura principal. Possui uma excentricidade de 0.10083030 e uma inclinação de 9.36093º.
Este asteroide foi descoberto no dia 10 de novembro de 2001 por LINEAR em Socorro.